# 10327 Batens
A 10327 Batens (ideiglenes jelöléssel 1990 WQ6) a Naprendszer kisbolygóövében található aszteroida. Eric Walter Elst fedezte fel.